# 이지신 선생 묘 및 신도비
이지신 선생 묘 및 신도비는 경기도 고양시 덕양구 항동동에 있다. 1986년 6월 16일 고양시의 향토문화재 제16호로 지정되었다.

## 개요
조선조 중기의 문신인 이지신의 묘소와 신도비+문인석과 상석 등이 배치되어 있다. 묘소 아래에 옥개가 있는 신도비가 있다.